# Cereus stenogonus
Cereus stenogonus és un cactus columnar erecte i espinós, endèmic de l'Argentina (províncies de Chaco, Corrientes, Formosa, Misiones, Salta), Bolívia (departaments de Beni, Santa Cruz, Chuquisaca, Tarija) i Paraguai.

## Descripció
És un cactus arbrat de fins a 8 m d'alçada amb 4 a 5 costelles i amb 2 a 3 espines de 0,7 cm de llarg. Té les flors de color blanc de fins a 22 cm de llarg, seguit de fruits vermells de 10 cm de llarg. Es reprodueix per llavors o esqueixos.

## Taxonomia
Cereus stenogonus va ser descrit per K.Schum. i publicat a Monatsschrift für Kakteenkunde 9: 165. 1899.
Etimologia
Cereus: nom genèric que deriva del terme llatí cereus = «ciri o vela» que al·ludeix a la seva forma allargada, perfectament recta.
stenogonus: epítet llatí que significa «amb costelles estretes».
Sinonímia
- Piptanthocereus stenogonus
- Cereus dayamii
- [3][4]